# (26820) 1987 SR9
(26820) 1987 SR9 est un astéroïde de la ceinture principale découvert en 1987.

## Description
(26820) 1987 SR9 a été découvert le 20 septembre 1987 Smolyan en Bulgarie par Eric Walter Elst.

### Caractéristiques orbitales
L'orbite de cet astéroïde est caractérisée par un demi-grand axe de 2,32 UA, un périhélie de 1,74 UA, une excentricité de 0,25 et une inclinaison de 4,19° par rapport à l'écliptique. Du fait de ces caractéristiques, à savoir un demi-grand axe compris entre 2 et 3,2 UA et un périhélie supérieur à 1,666 UA, il est classé, selon la JPL Small-Body Database, comme objet de la ceinture principale.

### Caractéristiques physiques
(26820) 1987 SR9 a une magnitude absolue (H) de 15,2 et un albédo estimé à 0,228.